# Humber Scout Car
La Humber Scout Car era un veicolo corazzato prodotto in Gran Bretagna durante la seconda guerra mondiale.

## Storia

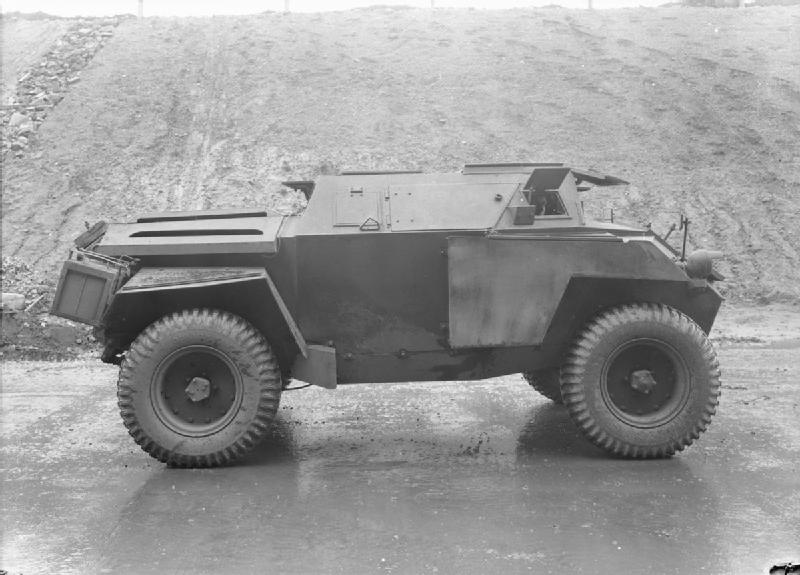
Vista laterale.

Allo scoppio del conflitto le forze armate britanniche disponevano già, con la Daimler Dingo, di un ottimo mezzo da ricognizione ma, da solo, questo veicolo non poteva soddisfare le loro necessità. Venne quindi richiesto ad altre ditte di proporre un veicolo simile alla Dingo. Una delle ditte che propose un suo progetto fu il gruppo Rootes che nel 1942 realizzò un veicolo molto simile a quello realizzato dalla Daimler sebbene di poco più grande e potente.
Era dotato di una corazzatura leggera e l'equipaggio era composto da due membri. Per le situazioni di emergenza era disponibile un terzo seggiolino che poteva ospitare un terzo membro dell'equipaggio. Il veicolo era dotato di apparato radio N°19 e di una mitragliatrice Bren dotata di caricatori a tamburo da 100 proiettili. La mitragliatrice era montata su un supporto Parrish-Lakeman posto sul tetto del mezzo e che permetteva di manovrare l'arma dall'interno del veicolo.
La produzione iniziò nel 1942 per concludersi nel 1945. Ne furono ordinate 4.298 ma gli esemplari effettivamente prodotti furono 4.102. Di queste 1.698 erano della versione Mk. I.
La Humber Scout Car venne impiegata dalle unità corazzate britanniche come veicolo da collegamento e per la ricognizione. In generale venne considerata, rispetto alla Dingo, meno affidabile e con prestazioni inferiori. Alcuni esemplari equipaggiarono le unità del II Corpo Polacco e della 1ª Brigata corazzata cecoslovacca.
Con la fine del conflitto venne utilizzata da diversi eserciti europei e la polizia belga la mantenne in servizio fino al 1958.

## Versioni
- MK. I: Versione originale
- MK. II: Versione con trasmissione migliorata

## Utilizzatori

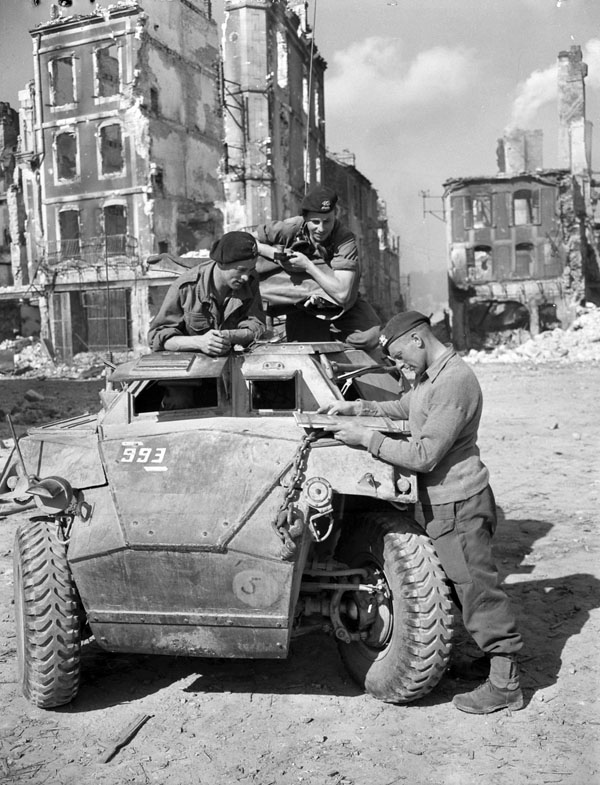
Humber Scot Car a Falaise (Francia), 1944.

- Canada[1]
- Cecoslovacchia[1]
- Danimarca
- Francia
- Grecia
- Paesi Bassi
- Norvegia
- Polonia[1]
- Sudafrica[1]
- Regno Unito[1]